# Mudki
Mudki (Moodkee) − miasto w stanie Pendżab w Indiach, miejsce bitwy z roku 1845.

## Położenie
Mudki znajduje się w dystrykcie Firozpur. Położone jest ok. 40 km od rzeki Satledź, przy starożytnej drodze łączącej Firozpur to Karnalem. 